# Lista över palmernas släkten
Detta är en lista över släkten i familjen palmer alfabetiskt ordnad efter de vetenskapliga namnen.

## A
| Vetenskapligt namn   | Auktor                     | Svenskt namn | Källa |
| -------------------- | -------------------------- | ------------ | ----- |
| Acanthophoenix       | H.Wendl.                   |              | IPNI  |
| Acoelorraphe         | H.Wendl.                   |              | ITIS  |
| Acrocomia            | Mart.                      |              | ITIS  |
| Acromia              | overifierad                |              | ITIS  |
| Actinokentia         | Dammer                     |              | IPNI  |
| Actinorhytis         | H.Wendl.&Drude             |              | IPNI  |
| Adonidia → Veitchia  |                            |              |       |
| Aiphanes             | Willd.                     |              | ITIS  |
| Allogoptera          | C.G.Nees                   |              | ITIS  |
| Alloschmidia         | H.E.Moore                  |              | IPNI  |
| Alsmithia            | H.E.Moore                  |              | IPNI  |
| Ammandra             | O.F.Cook                   |              | IPNI  |
| Antongilia           | Jum.                       |              | IPNI  |
| Aphandra             | Barfod                     |              | IPNI  |
| Archontophoenix      | H.Wendl.&Drude             |              | SKUD  |
| Areca                | L.                         | arekapalmer  | SKUD  |
| Arecastrum → Syagrus |                            |              |       |
| Arenga               | Labill.                    |              | SKUD  |
| Asterogyne           | H.Wendl. ex Benth.&Hook.f. |              | IPNI  |
| Astrocaryum          | G.Mey.                     |              | IPNI  |
| Attalea              | Kunth                      |              | SKUD  |

## B
| Vetenskapligt namn | Auktor            | Svenskt namn | Källa |
| ------------------ | ----------------- | ------------ | ----- |
| Bactris            | Jacq. ex Scop.    |              | ITIS  |
| Balaka             | Becc.             |              | IPNI  |
| Barcella           | Drude             |              | IPNI  |
| Basselinia         | Vieill.           |              | IPNI  |
| Becchariophoenix   | Jum.&Perrier      |              | SKUD  |
| Bentinckia         | Berry ex Roxb.    |              | IPNI  |
| Bismarckia         | Hildebr.&H.Wendl. |              | IPNI  |
| Borassodendron     | Becc.             |              | IPNI  |
| Borassus           | L.                |              | SKUD  |
| Brahea             | Mart.             |              | IPNI  |
| Brassiophoenix     | Burret            |              | IPNI  |
| Brongniartikentia  | Becc.             |              | IPNI  |
| Burretiokentia     | Pic.Serm.         |              | IPNI  |
| Butia              | (Becc.) Becc.     | butiapalmer  | SKUD  |

## C
| Vetenskapligt namn       | Auktor                     | Svenskt namn      | Källa |
| ------------------------ | -------------------------- | ----------------- | ----- |
| Calamus                  | L.                         | rottingpalmer     | SKUD  |
| Calospatha               | Becc.                      |                   | IPNI  |
| Calyptrocalyx            | Blume                      |                   | IPNI  |
| Calyptrogyne             | H.Wendl.                   |                   | IPNI  |
| Calyptronoma             | Griseb.                    |                   | ITIS  |
| Campecarpus              | H.Wendl. ex Becc.          |                   | IPNI  |
| Carpentaria              | Becc.                      |                   | IPNI  |
| Carpoxylon               | H.Wendl.&Drude             |                   | IPNI  |
| Caryota                  | L.                         | fiskstjärtspalmer | SKUD  |
| Catoblastus              | H.Wendl.                   |                   | IPNI  |
| Ceratolobus              | Blume                      |                   | IPNI  |
| Ceroxylon                | Bonpl. ex DC.              |                   | ITIS  |
| Chamaedorea              | Willd.                     |                   | SKUD  |
| Chamaerops               | L.                         |                   | SKUD  |
| Chambeyronia             | Vieill.                    |                   | IPNI  |
| Chelyocarpus             | Dammer                     |                   | IPNI  |
| Chrysalidocarpus         | H.A.Wendl.                 |                   | ITIS  |
| Chuniophoenix            | Burret                     |                   | IPNI  |
| Clinosperma              | Becc.                      |                   | IPNI  |
| Clinostigma              | H.Wendl.                   |                   | IPNI  |
| Coccothrinax             | Sarg.                      |                   | ITIS  |
| Cocos                    | L.                         | kokospalmer       | SKUD  |
| Coelococcus → Metroxylon |                            |                   |       |
| Colpothrinax             | Griseb.&H.Wendl.           |                   | IPNI  |
| Copernicia               | C.Martius ex Endl.         |                   | ITIS  |
| Corypha                  | L.                         |                   | SKUD  |
| Cryosophila              | Blume                      |                   | IPNI  |
| Cyphokentia              | Brongn.                    |                   | IPNI  |
| Cyphophoenix             | H.Wendl. ex Benth.&Hook.f. |                   | IPNI  |
| Cyphosperma              | H.Wendl. ex Benth.&Hook.f. |                   | IPNI  |
| Cyrtostachys             | Blume                      |                   | IPNI  |

## D
| Vetenskapligt namn | Auktor            | Svenskt namn | Källa |
| ------------------ | ----------------- | ------------ | ----- |
| Daemonorops        | Blume             |              | SKUD  |
| Deckenia           | H.Wendl. ex Seem. |              | IPNI  |
| Desmoncus          | Mart.             |              | IPNI  |
| Dictyocaryum       | H.Wendl.          |              | IPNI  |
| Dictyosperma       | H.Wendl.&Drude    |              | SKUD  |
| Drymophloeus       | Zipp.             |              | IPNI  |
| Dypsis             | Noronha ex Mart.  |              | ITIS  |

## E
| Vetenskapligt namn | Auktor                                | Svenskt namn | Källa |
| ------------------ | ------------------------------------- | ------------ | ----- |
| Elaeis             | Jacq.                                 | oljepalmer   | SKUD  |
| Eleiodoxa          | (Becc.) Burret                        |              | IPNI  |
| Eremospatha        | (G.Mann&H.A.Wendl.) G.Mann&H.A.Wendl. |              | ITIS  |
| Eugeissona         | Griffith                              |              | ITIS  |
| Euterpe            | C.Martius                             |              | ITIS  |

## G
| Vetenskapligt namn | Auktor                           | Svenskt namn | Källa |
| ------------------ | -------------------------------- | ------------ | ----- |
| Gastrococos        | Morales                          |              | IPNI  |
| Gaussia            | H.Wendl.                         |              | ITIS  |
| Geonoma            | Willd.                           |              | IPNI  |
| Goniocladus        | Burret                           |              | IPNI  |
| Gronophyllum       | Scheff.                          |              | SKUD  |
| Guihaia            | J.Dransf.,S.K.Lee&F.N.Wei (1985) |              | IPNI  |
| Gulubia            | Becc.                            |              | IPNI  |

## H
| Vetenskapligt namn | Auktor          | Svenskt namn  | Källa |
| ------------------ | --------------- | ------------- | ----- |
| Halmoorea          | J.Dransf.&N.Uhl |               | IPNI  |
| Hedyscepe          | H.Wendl.&Drude  |               | IPNI  |
| Heterospathe       | Scheff.         |               | IPNI  |
| Howea → Howeia     |                 |               |       |
| Howeia             | Becc.           | förmakspalmer | SKUD  |
| Hydriastele        | H.Wendl.&Drude  |               | IPNI  |
| Hyophorbe          | Gaertn.         |               | SKUD  |
| Hyospathe          | Mart.           |               | IPNI  |
| Hyphaene           | Gaertn.         |               | SKUD  |

## I
| Vetenskapligt namn | Auktor    | Svenskt namn | Källa |
| ------------------ | --------- | ------------ | ----- |
| Iguanura           | Blume     |              | IPNI  |
| Inodes             | O.F.Cook  |              | IPNI  |
| Iriartea           | Ruiz&Pav. |              | IPNI  |
| Iriartella         | H.Wendl.  |              | IPNI  |
| Itaya              | H.E.Moore |              | IPNI  |

## J
| Vetenskapligt namn  | Auktor    | Svenskt namn | Källa |
| ------------------- | --------- | ------------ | ----- |
| Jessenia            | Karst.    |              | IPNI  |
| Johannesteijsmannia | H.E.Moore |              | IPNI  |
| Juania              | Drude     |              | IPNI  |
| Jubaea              | Kunth     |              | SKUD  |
| Jubaeopsis          | Becc.     |              | IPNI  |

## K
| Vetenskapligt namn    | Auktor    | Svenskt namn | Källa |
| --------------------- | --------- | ------------ | ----- |
| Kentia → Gronophyllum |           |              |       |
| Kentiopsis            | Brongn.   |              | IPNI  |
| Kerriodoxa            | J.Dransf. |              | IPNI  |
| Korthalsia            | Blume     |              | IPNI  |

## L
| Vetenskapligt namn | Auktor            | Svenskt namn  | Källa |
| ------------------ | ----------------- | ------------- | ----- |
| Laccospadix        | Drude&H.Wendl.    |               | IPNI  |
| Laccosperma        | Drude             |               | IPNI  |
| Latania            | Juss.             | sammetspalmer | SKUD  |
| Lavoixia           | H.E.Moore         |               | IPNI  |
| Lemurophoenix      | J.Dransf.         |               | SKUD  |
| Leopoldinia        | C.Martius         |               | ITIS  |
| Lepidocaryum       | Mart.             |               | IPNI  |
| Lepidorrhachis     | (H.Wendl.) Burret |               | IPNI  |
| Licuala            | Thunb.            |               | SKUD  |
| Linospadix         | H.Wendl.          |               | IPNI  |
| Livistona          | R.Br.             |               | SKUD  |
| Lodoicea           | Comm. ex Labill.  |               | ITIS  |
| Louvelia           | Jum.&H.Perrier    |               | IPNI  |
| Loxococcus         | H.Wendl.&Drude    |               | IPNI  |
| Lytocaryum         | Toledo            |               | SKUD  |

## M
| Vetenskapligt namn       | Auktor             | Svenskt namn | Källa |
| ------------------------ | ------------------ | ------------ | ----- |
| Mackeea                  | H.E.Moore          |              | IPNI  |
| Manicaria                | Gaertn.            |              | IPNI  |
| Marojejya                | Humbert            |              | SKUD  |
| Mascarena → Hyophorbe    |                    |              |       |
| Masoala                  | Jum.               |              | IPNI  |
| Mauritia                 | L.f.               |              | SKUD  |
| Mauritiella              | Burret             |              | IPNI  |
| Maxburretia              | Furtado            |              | IPNI  |
| Maximiliana              | Mart.              |              | IPNI  |
| Medemia                  | Wuert. ex H.Wendl. |              | IPNI  |
| Metroxylon               | Rottb.             | sagopalmer   | SKUD  |
| Microcoelum → Lytocaryum |                    |              |       |
| Moratia                  | H.E.Moore          |              | IPNI  |
| Myrialepis               | Becc.              |              | IPNI  |

## N
| Vetenskapligt namn | Auktor         | Svenskt namn | Källa |
| ------------------ | -------------- | ------------ | ----- |
| Nannorrhops        | H.Wendl.       |              | IPNI  |
| Nenga              | H.Wendl.&Drude |              | IPNI  |
| Neodypsis          | Baill.         |              | SKUD  |
| Neonicholsonia     | Damm.          |              | IPNI  |
| Neophloga          | Baill.         |              | IPNI  |
| Neoveitchia        | Becc.          |              | IPNI  |
| Nephrosperma       | Balf.f.        |              | IPNI  |
| Nipa → Nypa        |                |              |       |
| Normanbya          | F.Muell.       |              | IPNI  |
| Nypa               | Steck          | nipapalmer   | SKUD  |

## O
| Vetenskapligt namn | Auktor                              | Svenskt namn | Källa |
| ------------------ | ----------------------------------- | ------------ | ----- |
| Oenocarpus         | Mart.                               |              | IPNI  |
| Oncocalamus        | Mann&H.Wendl.                       |              | IPNI  |
| Oncosperma         | Blume                               |              | IPNI  |
| Orania             | Zipp.                               |              | IPNI  |
| Oraniopsis         | J.Dransf.,A.K.Irvine&N.W.Uhl (1985) |              | IPNI  |
| Orbignya           | C.Martius ex Endl.                  |              | ITIS  |

## P
| Vetenskapligt namn | Auktor                     | Svenskt namn    | Källa |
| ------------------ | -------------------------- | --------------- | ----- |
| Palandra           | O.F.Cook                   |                 | IPNI  |
| Parajubaea         | Burret                     |                 | IPNI  |
| Pelagodoxa         | Becc.apud Bois             |                 | IPNI  |
| Phloga             | Noronha ex Hook.f.         |                 | IPNI  |
| Phoenicophorium    | H.Wendl.                   |                 | IPNI  |
| Phoenix            | L.                         | dadelpalmer     | SKUD  |
| Pholidocarpus      | Blume                      |                 | IPNI  |
| Pholidostachys     | H.Wendl. ex Benth.&Hook.f. |                 | IPNI  |
| Physokentia        | Becc.                      |                 | IPNI  |
| Phytelephas        | Ruiz&Pav.                  | elfenbenspalmer | SKUD  |
| Pigafetta          | Benth.&Hook.f.             |                 | IPNI  |
| Pinanga            | Blume                      |                 | SKUD  |
| Plectocomia        | Mart.&Blume                |                 | IPNI  |
| Plectocomiopsis    | Becc.                      |                 | IPNI  |
| Podococcus         | Mann&H.Wendl.              |                 | IPNI  |
| Pogonotium         | J.Dransf.                  |                 | IPNI  |
| Polyandrococos     | Barb.Rodr.                 |                 | IPNI  |
| Prestoea           | Hook.f.                    |                 | ITIS  |
| Pritchardia        | Seem.&H.Wendl.             |                 | ITIS  |
| Pritchardiopsis    | Becc.                      |                 | IPNI  |
| Pseudophoenix      | H.Wendl. ex Sarg.          |                 | ITIS  |
| Ptychococcus       | Becc.                      |                 | IPNI  |
| Ptychospema        | Labill.                    |                 | SKUD  |

## R
| Vetenskapligt namn | Auktor                  | Svenskt namn | Källa |
| ------------------ | ----------------------- | ------------ | ----- |
| Raphia             | P.Beauv.                | rafiapalmer  | SKUD  |
| Ravenea            | C.D.Bouché              |              | SKUD  |
| Reinhardtia        | Liebm.                  |              | IPNI  |
| Retispatha         | J.Dransf.               |              | IPNI  |
| Rhapidophyllum     | H.Wendl.&Drude ex Drude |              | ITIS  |
| Rhapis             | Aiton                   | buskpalmer   | SKUD  |
| Rhopaloblaste      | Scheff.                 |              | IPNI  |
| Rhopalostylis      | H.Wendl.&Drude          |              | SKUD  |
| Roscheria          | H.Wendl. ex Baker       |              | IPNI  |
| Roystonea          | O.F.Cook                |              | SKUD  |

## S
| Vetenskapligt namn | Auktor            | Svenskt namn | Källa |
| ------------------ | ----------------- | ------------ | ----- |
| Sabal              | Adans.            | palmetto     | SKUD  |
| Saguerus → Arenga  |                   |              |       |
| Sagus → Metroxylon |                   |              |       |
| Salacca            | Reinw.            |              | SKUD  |
| Satakentia         | H.E.Moore         |              | IPNI  |
| Satranala          | J.Dransf.&Beentje |              | SKUD  |
| Scheelea           | H.Karst.          |              | IPNI  |
| Schippia           | Burret            |              | IPNI  |
| Sclerosperma       | G.Mann&H.Wendl.   |              | IPNI  |
| Serenoa            | Hook.f.           |              | SKUD  |
| Siphokentia        | Burret            |              | IPNI  |
| Socratea           | H.Karst.          |              | IPNI  |
| Sommieria          | Becc.             |              | IPNI  |
| Syagrus            | C.Martius         |              | ITIS  |
| Synechanthus       | H.Wendl.          |              | IPNI  |

## T
| Vetenskapligt namn | Auktor    | Svenskt namn | Källa |
| ------------------ | --------- | ------------ | ----- |
| Tectiphiala        | H.E.Moore |              | IPNI  |
| Thrinax            | Sw.       |              | ITIS  |
| Trachycarpus       | H.Wendl.  |              | SKUD  |
| Trithrinax         | Mart.     |              | IPNI  |

## V
| Vetenskapligt namn | Auktor    | Svenskt namn | Källa |
| ------------------ | --------- | ------------ | ----- |
| Veillonia          | H.E.Moore |              | IPNI  |
| Veitchia           | H.Wendl.  |              | SKUD  |
| Verschaffeltia     | H.Wendl.  |              | IPNI  |
| Voanioala          | J.Dransf. |              | SKUD  |
| Vonitra            | Becc.     |              | IPNI  |

## W
| Vetenskapligt namn | Auktor          | Svenskt namn | Källa |
| ------------------ | --------------- | ------------ | ----- |
| Wallichia          | Roxb.           |              | IPNI  |
| Washingtonia       | H.Wendl.        |              | SKUD  |
| Welfia             | H.Wendl.        |              | IPNI  |
| Wendlandiella      | Damm.           |              | IPNI  |
| Wettinia           | Poepp. ex Endl. |              | IPNI  |
| Wodyetia           | A.Irvine        |              | IPNI  |

## Y
| Vetenskapligt namn | Auktor   | Svenskt namn | Källa |
| ------------------ | -------- | ------------ | ----- |
| Ynesa              | O.F.Cook |              | IPNI  |

## Z
| Vetenskapligt namn | Auktor     | Svenskt namn | Källa |
| ------------------ | ---------- | ------------ | ----- |
| Zalacca → Salacca  |            |              |       |
| Zombia             | L.H.Bailey |              | IPNI  |

## Auktorkällor
- IPNI - International Plant Names Index
- ITIS - Integrated Taxonomic Information System
- SKUD - Svensk kulturväxtdatabas